# Aldo Palazzeschi

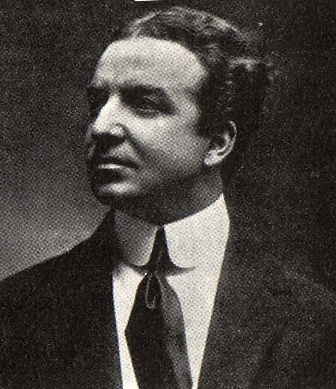
Aldo Palazzeschi

Aldo Palazzeschi (* 2. Februar 1885 in Florenz; † 17. August 1974 in Rom), eigentlich Aldo Giurlani, war ein italienischer Schriftsteller, Lyriker und Intellektueller.

## Leben und Wirken
Nach symbolistischen Anfängen im Rahmen der italienischen Strömung des Crepuscolarismo (I cavalli bianchi 1905, Lanterna 1907) und einem Roman, der sich dem d’annunzianischen Fin de siècle annähert (:riflessi 1908), findet Palazzeschi Aufnahme in den Mailänder Futurismus des Filippo Tommaso Marinetti (dieser verlegt auch Palazzeschis  L’incendiario 1910 und den Roman Il codice di Perelà 1911) und wird Mitbegründer des zunächst gemäßigteren florentinischen Futurismus (um die Zeitschrift Lacerba, mit Giovanni Papini und Ardengo Soffici). Er distanziert sich jedoch entschieden, als die Futuristen den Ersten Weltkrieg als reinigende Kraft begrüßen und zelebrieren. Ausdruck seines Pazifismus und seiner tiefen Ablehnung des Krieges ist sein Werk Due imperi... mancati (1920). 1957 erhielt er einen internationalen Antonio-Feltrinelli-Preis.
Palazzeschi lebte hauptsächlich in Florenz, Venedig und Rom, wo er am 17. August 1974 starb.

## Werke

### Lyrik
- I cavalli bianchi, 1905
- Lanterna, 1907
- Poemi, 1909
- L’incendiario, 1910
- Poesie, 1925
- Poesie, 1930
- Difetti 1905, 1947
- Viaggio sentimentale, 1955
- Cuor mio, 1968
- Via delle cento stelle, 1972

### Romane
- :riflessi, 1908
- Il codice di Perelà, 1911[1]
- Piramide, 1926

- Sorelle Materassi, 1934 (dt. Schwestern Materassi).
- I fratelli Cuccoli, 1948 (dt. Die Brüder Cuccoli).
- Roma, 1953.

- Il doge, 1967 (dt. Der Doge).
- Stefanino, 1969.
- Storia di un'amicizia, Mondadori, Mailand 1971 (dt. Ungleiche Freunde bzw. Freudenschrei und Regenschirm).

- Interrogatorio della Contessa Maria, postum (dt. Befragung der Contessa Maria).

### Novellensammlungen
- Il re bello, 1921
- Il palio dei buffi, 1937
- Bestie del Novecento, 1951
- Il buffo integrale, 1966

### Prosa, Autobiographisches
- Due imperi... mancati, 1920
- Stampe dell’Ottocento, 1932
- Scherzi di gioventù, 1956
- Vita militare, 1959
- Il piacere della memoria, 1964
- Il controdolore. Manifesto futurista, 1914